# I Wouldn't Want to Be Like You
«I Wouldn't Want to Be Like You» es una canción de la banda de rock progresivo británica The Alan Parsons Project, incluida en su álbum de 1977 I Robot. Escrita por los líderes de la banda, Alan Parsons y Eric Woolfson, fue cantada por el cantante de pop Lenny Zakatek, quien cantaría muchas de las canciones de la banda.

## Trasfondo
En 1977, la canción fue lanzada como el sencillo principal del segundo álbum del grupo, I Robot. La canción fue un moderado éxito, alcanzando el puesto 36 en el Billboard Hot 100 en Estados Unidos y el puesto 22 en las listas canadienses de RPM.
En 2013, la canción fue usada en el exitoso videojuego Grand Theft Auto V en la estación de rock clásico del juego.
En 2017, la canción fue usada en la escena final del episodio 9 de la serie de Netflix Mindhunter.

## Personal
- Alan Parsons – producción, ingeniería, compositor
- Eric Woolfson – teclados, compositor, letras
- Ian Bairnson – guitarras
- David Paton – bajos
- Stuart Tosh – tambores
- Lenny Zakatek – vocals

## Listas
| Listas (1977)                                  | Puesto más alto |
| ---------------------------------------------- | --------------- |
| RPM Superior Singles                           | 22              |
| Billboard Hot 100 de EE. UU. Billboard Hot 100 | 36              |